# Casa John R. and Florence Porterfield Beardsley
La Casa John R. and Florence Porterfield Beardsley  es una casa histórica ubicada en San Diego, California. La Casa John R. and Florence Porterfield Beardsley se encuentra inscrita  en el Registro Nacional de Lugares Históricos desde el 22 de diciembre de 2011. Lilian Jenette fue el arquitecto quién diseñó la Casa John R. and Florence Porterfield Beardsley.

## Ubicación
La Casa John R. and Florence Porterfield Beardsley se encuentra dentro del condado de San Diego en las coordenadas 32°44′45″N 117°12′48″O / 32.745806, -117.213325.